# Wiktor Zborowski (generał)
Wiktor Erastowicz Zborowski, ros. Виктор Эрастович Зборовский (ur. 1889 r. w stanicy Ładożskaja na Kubaniu, zm. 9 października 1944 w Grazu w Austrii) – rosyjski wojskowy (generał major), dowódca 1 pułku Rosyjskiego Pułku Ochronnego podczas II wojny światowej.
Ukończył 1 korpus kadetów w Moskwie, a następnie nikołajewską szkołę kawaleryjską. Od 1909 r. służył jako oficer w samodzielnym dywizjonie kawalerii Kozaków kubańskich, stacjonującym w Warszawie, a od 1912 r. jako młodszy oficer lejbgwardii 1 sotni Kozaków kubańskich w gwardii cesarskiej. Od jesieni 1915 r. brał udział w I wojnie światowej. Został ciężko ranny, po czym leczył się w szpitalu w Carskim Siole. Otrzymał Order Św. Jerzego i Order Św. Włodzimierza. W 1918 r. został adiutantem w gwardyjskim dywizjonie kawalerii Kozaków kubańskich w Jekaterinodarze. Brał udział w wojnie domowej z bolszewikami. Wiosną 1919 r. w stopniu pułkownika objął dowództwo dywizjonu kawalerii na froncie pod Carycynem. W lipcu tego roku został dowódcą brygady kawalerii w dywizji gen. Kryżanowskiego, a w grudniu – kaukaskiej dywizji górskiej. W lutym 1920 r. przeszedł do służby w gwardii głównodowodzącego wojskami białych, ewakuując się wraz z nim do Sewastopola. Od marca tego roku dowodził gwardią. W sierpniu ochotniczo wstąpił jako oficer sztabowy do dywizji kawalerii gen. Babijewa, która wzięła udział w nieudanym desancie na Kubaniu; podczas walk został ciężko ranny. W listopadzie ewakuował się wraz z wojskami białych do Gallipoli, a następnie na wyspę Limnos. Objął tam w stopniu generała majora dowództwo gwardyjskiego dywizjonu kawalerii Kozaków kubańskich. Latem 1921 r. przeniósł się do Serbii, zostając dowódcą dywizji kawalerii Kozaków kubańskich. W miejscowości Požarevac stał na czele rosyjskiego stowarzyszenia wojskowego. Po zajęciu Jugosławii przez wojska niemieckie wstąpił we wrześniu 1941 r. do nowo formowanego Rosyjskiego Korpusu Ochronnego. Został dowódcą 1 pułku. Korpus pełnił zadania ochronne i wartownicze na obszarze okupowanej Serbii, a od wiosny 1944 r. został rzucony do bezpośredniej walki z komunistyczną partyzantką Josipa Broz Tity. We wrześniu prowadził działania odwrotowe. Podczas tych walk 26 września w rejonie miejscowości Nowe Sioło został ciężko ranny gen. W. E. Zborowski. Odesłano go do szpitala polowego, gdzie został odznaczony Żelaznym Krzyżem. Następnie samolotem przewieziono go do Grazu, gdzie na lotnisku 9 października zmarł. 6 lutego 1945 r. 1 pułk Rosyjskiego Korpusu Ochronnego otrzymał jego imię.